# What a Night For a Knight
What a Night For a Knight epizoda je iz Scooby Doo, Where Are You!.
- Trajanje: 20-ak min
- Datum: 13.rujan 1969.
- Epizoda: 1.
- Sezona: 1.
- zločinac: crni vitez

## Radnja
Jednu noć, na puni mjesec, jednom čovjeku u kombi uđe crni vitez i otme ga.
Shaggy i Scooby te noći idu uz cestu i čuju zvukove. Svi skupa idu kod Mr.Wicklesa koji im kaže da moraju ići u muzej kako bi ga našli i otkrili. Oni otiđu. Scooby ostane čuvati stražu no prepadne se i otiđe sa Shaggyjem. Oni vide da se puni mjesec pomiče. Tada ih hvata crni vitez. Kada ga ulove, otkriju da je crni vitez zapravo radnik u muzeju.

## Glasovi
- Don Messick kao Scooby Doo
- Casey Kasem kao Shaggy
- Frank Welker kao Fred
- Nicole Jaffe kao Velma
- Steffanianna Christopherson kao Daphne
- Crni vitez/Mr. Wickles
- Profesor Hyde White

## Vanjske poveznice
Arhivirana inačica izvorne stranice od 10. svibnja 2019. (Wayback Machine)